# کارمنو میفسود بونیسی
کارمنو میفسود بونیسی (انگلیسی: Karmenu Mifsud Bonnici؛ زادهٔ ۱۷ ژوئیهٔ ۱۹۳۳ – درگذشتهٔ ۵ نوامبر ۲۰۲۲) سیاستمدار اهل مالت بود.